# Black Static
Black Static — британский журнал литературы ужасов. Издаётся издательством TTA Press наряду с аналогичными изданиями — криминальным журналом Crimewave и журналом фантастики Interzone.
Журнал был основан в 1994 году под названием «3-я альтернатива» (англ. The 3rd Alternative) и изначально был ориентирован на литературу ужасов историй, часто публикуя фантастику, фэнтези и произведения в жанре слипстрим. Вышло 42 номера журнала, после чего он в 2005 году был поглощён журналом Interzone.
В 2007 году выпуск журнала был возобновлен под названием Black Static. В журнале публиковались такие авторы как Николас Ройл, Конрад Уильямс, Кристофер Фаулер, Алиетт де Бодар, Стив Тим, Нина Аллан, Мэттью Холнесс, Александер Гласс, Симон Эйвери, Гари Мак-Магон, Гэри Фрай, Питер Теннант, и Майк O’Дрисколл.
В 1994-2005 годах The 3rd Alternative был удостоен множества наград, включая Британскую премию фэнтези в номинации «Лучший журнал» и награду за лучший короткий рассказ «Танцы вокруг архитектуре» Мартина Симпсона. После начала выхода журнала под названием Black Static, рассказ Джоэла Лейна "Мой камень желания был удостоен Британскую премии фэнтези, а другие рассказы были перепечатаны в сборниках, как например «Лучшие произведения литературы ужасов года».